# Карлота Жоакина, инфанта Испанская
Карлота Жоакина Бурбон (исп. Carlota Joaquina Teresa de Borbón y Borbón, порт.  Carlota Joaquina Teresa de Bourbon e Bourbon; 25 апреля 1775, Аранхуэс, Мадрид — 7 января 1830, Келуш, Лиссабон) — урождённая инфанта Испанская, в замужестве королева-консорт Португалии.
Старшая дочь короля Испании Карла IV и его жены Марии-Луизы Пармской.

## Биография

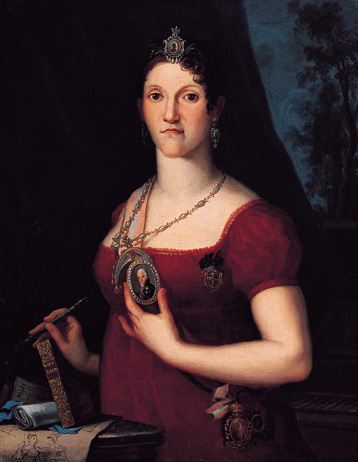
Карлота Жоакина инфанта Испанская

С 1785 года она была помолвлена, а в январе 1790 года вышла замуж за Португальского принца, а позже короля Жуана VI, сына Марии I. В 1788 году Жуан получил титулы принца Бразильского и 17-го герцога Браганса. Между 1788 и 1816 годами Карлота была известна как принцесса Бразильская. Её муж был человеком добродушным, ленивым, полнотелым и внешне почти уродливым, как впрочем и сама Карлота — так же рождённая в близкородственном браке, — была далеко не красавицей, а рождение детей ещё больше усугубило её здоровье, отразившись на внешности. Впрочем медийному образу Карлоты как женщины откровенно уродливой способствовали английские и французские журналисты и дипломаты, а также португальские либеральные круги, у которых было достаточно поводов её недолюбливать. Религиозность двора впадавшей в шизофрению королевы Марии и неприхотливые до монотонности увлечения принца Жуана были ей скучны, супруги были довольно несовместимой парой. Тем не менее у них родилось девять детей, и потому, как все они были относительно здоровыми и внешне красивыми, ходили слухи, что особенно младшие дети четы происходили от внебрачной связи. После рождения младшей дочери, принцессы Анны, они стали жить отдельной жизнью, принц во дворце Мафра, и она во дворце Келуш. Хотя Карлота соблюдала соответствующие её положению правила приличия, она была решительно эксцентричной в одежде и поведении, позволяя выходки, дававшие пищу кривотолкам; ходили слухи, что она купила особняк в Рамальяне, где устраивала сексуальные оргии.
В 1807 году вместе со всей семьей уехала в Бразилию, когда Португалия была занята войсками Наполеона. Карлота всерьёз считала себя наследницей захваченной у её семьи Империи, и пыталась организовать аннексию Буэнос-Айреса и северной Аргентины, чтобы провозгласить себя «Королевой Рио-де-Ла-Плата». Португальские бразильские вооруженные силы, однако, смогли только аннексировать Сисплатину, которая сохранились в составе Бразилии после 1822 года и отделилась в 1828 году в качестве Республики Уругвай.
Вернулась Карлота Жоакина только в 1820 году, обнаружив к своему неудовольствию, что за 14 лет страна сильно изменилась. В 1820 году произошел либеральный переворот в Порту. Конституционные Кортес-Жерайс в 1821 году приняли конституцию Португалии. Король Жуан вполне был готов поступиться абсолютизмом для сохранения власти, но королева придерживалась ультра-консервативных взглядов и желала восстановить прежний порядок в полной мере. Карлота заключил союз со своим младшим сыном Мигелом, который разделял консервативные взгляды своей матери. В 1824 году, используя положение Мигела как главнокомандующего армией, они совершили переворот, окружив дворец заседаний и удерживали министров во дворце пленниками, где королева пыталась заставить мужа отречься от престола в пользу Мигела. Король, получив английскую помощь, сумел сбежать на британском корабле из окружения и восстановил порядок, заставив сына покинуть страну. Королева была также кратко отправлена в изгнание.
Их старший сын Педру, оставленный в качестве регента в Бразилии, был провозглашен и коронован 1 декабря 1822 года в качестве независимого императора. Жуан отказывался принять это, пока английские дипломаты не убедили его подписать в августе 1825 года договор Рио-де-Жанейро, по которому он и Карлота получили почетные титулы монархов Бразилии.
После смерти Жуана в 1826 году, которую королева пыталась приписать отравлению, совершенному руками либералов и масонов, Педру становился первым в очереди наследования в Португалии, и имея легитимные основания вполне мог бы восстановить империю, создав унию (против чего решительно выступали бразильские патриоты), однако внутренняя ситуация в Бразилии и Португалии была крайне нестабильной. Педру в марте 1828 года отрекся от португальской короны и провозгласил свою семилетнюю дочь Марию португальской королевой и объявил её невестой Мигела, который до её совершеннолетия должен был быть регентом. Вместе с тем стране была дана либеральная конституция.
На момент принятия этих решений Мигел находился в Вене, и временной регентшей Педру назначил сою сестру, Изабеллу Марию. Карлота возмутилась, поскольку её, вдовствующую королеву, имевшую приоритет в случае назначения регентства, дважды лишили возможности управлять государством, и она вновь стала плести интриги. Мигел согласился на всё, присягнул конституции, обручился со своей племянницей и принял 26 февраля 1828 года регентство, но уже 13 марта, пользуясь поддержкой матери, распустил конституционные кортесы, созвал старые кортесы и заставил провозгласить себя королём. Тщетно Педру объявлял брата потерявшим все права и его обручение с Марией недействительным. В конечном итоге ему пришлось отречься от бразильского трона и прибыть с верными ему войсками в Португалию в июле 1832 года, чтобы защитить либеральную конституцию и права своей дочери на престол.
Королева умерла во дворце Келуш близ Лиссабона в разгар гражданской Мигелистской войны, развязыванию которой она немало поспособствовала. Тихая и внезапная кончина породила слухи о самоубийстве и преднамеренном отравлении королевы.

## Дети
| Изображение | Имя               | Дата рождения   | Дата смерти      | Комментарий |
| ----------- | ----------------- | --------------- | ---------------- | --- |
|             | Мария Тереза      | 29 апреля 1793  | 17 января 1874   | с 1810 года супруга Педро Карлоса Испанского и Португальского, с 1838 года во втором браке со вдовцом своей младшей сестры Доном Карлосом Старшим |
|             | Франсишку Антониу | 21 марта 1795   | 11 июня 1801     | 4-й принц Бейра, умер в возрасте 6 лет |
|             | Мария Изабелла    | 19 мая 1797     | 26 декабря 1818  | с 1816 года супруга своего дяди Фердинанда VII, умерла во время вторых родов, первый ребенок умер в возрасте нескольких месяцев                   |
|             | Педру             | 12 октября 1798 | 24 сентября 1834 | император Бразилии как Педру I и король Португалии Педру IV                                                                                       |
|             | Мария Франсишка   | 22 апреля 1800  | 4 сентября 1834  | с 1816 года супруга Дона Карлоса Старшего |
|             | Изабелла Мария    | 4 июля 1801     | 22 апреля 1876   | регентша Португалии в 1826—1828 годах; умерла незамужней                                                                                          |
|             | Мигел I           | 26 октября 1802 | 14 ноября 1866   | король Португалии в 1828—1834 годах |
|             | Мария да Ассунсан | 25 июня 1805    | 7 января 1834    | умерла незамужней |
|             | Ана               | 23 октября 1806 | 22 июня 1857     | с 1827 супруга 1-го герцога Лоле |